# Boulwando
Boulwando är en ort i Burkina Faso.   Den ligger i regionen Plateau-Central, i den centrala delen av landet, 80 km öster om huvudstaden Ouagadougou. Boulwando ligger 314 meter över havet och antalet invånare är 1 710.
Terrängen runt Boulwando är platt, och sluttar söderut. Närmaste större samhälle är Mogtédo, 18,2 km söder om Boulwando.
Omgivningarna runt Boulwando är en mosaik av jordbruksmark och naturlig växtlighet. Runt Boulwando är det ganska tätbefolkat, med 108 invånare per kvadratkilometer.